# Діагноз від Бетті
«Діагноз від Бетті» — німецький медичний телесеріал. Прем'єра в Німеччині відбулася 9 січня 2015 на телеканалі ZDF, в Україні - 26 серпня 2022 на телеканалі К1.

## Сюжет

### Сезон 1-2
Медсестра Беттіна «Бетті» Девальд — старша медсестра в приймальній у лікарні в Ахені . Разом зі своєю подругою та колегою Ліззі Рідмюллер і інтерном Талулою Пфайфер вона доглядає за пацієнтами у відділенні та підтримує лікаря Берінга, який переходить до лікарні на початку серіалу. Через інколи своєрідні методи «Бетті» Девальд часто конфліктує з Мехтільд Пул, старшою медсестрою всієї клініки.
У приватному житті Беттіни Девальд також йдуть проблеми: після того, як її хлопець Тамаш Ліст зрадив її після сварки на одну ніч і став батьком дитини, медсестра розлучається з ним.
У останньому епізоді другого сезону лікарю Берінгу, виконувачу обов’язків головного лікаря, підвищили до керівника приймального відділення, а Тобіаса Левандовського — до лікаря відділення. У фінальній сцені лікаря Берінга застрелив пацієнт, залишаючи глядачів у темряві щодо того, виживе він чи помре.

## Актори та ролі

### Сезон 1-2 (1-24 серії)
| Актор             | Роль                                  |
| ----------------- | ------------------------------------- |
| Беттіна Лампрехт  | Беттіна «Бетті» Девальд               |
| Тереза Андерберг  | Ліззі Рідмюллер                       |
| Максиміліан Гриль | Марко Берінг                          |
| Керолайн Волтер   | Талула Левандовскі (уроджена Пфайфер) |
| Ерік Клоцш        | Тобіас Левандовскі                    |

## Трансляція в Україні
- Перший та другий сезон транслювався з 26 серпня по 12 вересня 2022 року. Будні о 21:00 по 2 серії.